# Bureau of Missing Persons
Bureau of Missing Persons, in Nederland bekend onder de titel Menschen, die verdwijnen, is een film uit 1933 onder regie van Roy Del Ruth. De film is gebaseerd op het verhaal Missing Men van John H. Ayers en Carol Bird.
De film werd op 1 september 1998 uitgebracht op VHS. Over een dvd-uitgave is tot op het heden nog niets bekend.
De film kreeg in Nederland een filmkeuring van "18 jaar en ouder" vanwege "Verhoudingen en trucs met de politie".

## Verhaal
Butch Saunders werkt bij de politie, maar wordt overgeplaatst naar de "Vermiste Personen sectie" wanneer blijkt dat hij te ruw handelt tijdens overvallen. Hij vindt zijn nieuwe baan echter bespottelijk. Als een vrouw zijn hulp vraagt in het opsporen van haar man, ontdekt hij al gauw dat ze een vrouw is die gezocht wordt voor moord. Wanneer hij haar probeert te arresteren, weet ze te ontsnappen. In een poging haar te lokken, leent hij een lijk uit het lijkenhuis om haar dood in scène te zetten. De vrouw komt inderdaad naar haar "begrafenis", waar Saunders haar staat op te wachten...

## Rolverdeling
| Acteur           | Personage                |
| ---------------- | ------------------------ |
| Bette Davis      | Norma Roberts            |
| Lewis Stone      | Captain Webb             |
| Pat O'Brien      | Detective Butch Saunders |
| Glenda Farrell   | Belle Howard Saunders    |
| Allen Jenkins    | Detective Joe Musik      |
| Ruth Donnelly    | Gwendolyn 'Pete' Harris  |
| Hugh Herbert     | Detective Hank Slade     |
| Alan Dinehart    | Therme Roberts           |
| Marjorie Gateson | Mrs. Paul                |